# Hans Christoph Becker-Foss
Hans Christoph Becker-Foss (* 1949 in Höxter) ist ein deutscher Organist, Chorleiter und Professor für Orgelspiel.

## Leben
Hans Christoph Becker-Foss wuchs in einer Kirchenmusiker-Familie auf. Nach dem Abitur studierte er Kirchenmusik an der heutigen Hochschule für Künste Bremen. Seine Lehrer waren dort Hans Heintze und Erich Ehlers (Orgel) sowie Walter Bohle und Birgid von Rohden (Klavier). Noch während des Studiums nahm er teil an Kursen von Hans Richter-Haaser (Klavier), Gustav Leonhardt (Cembalo), Nikolaus Harnoncourt (Aufführungspraxis Alter Musik) und Guy Bovet (Orgelimprovisation und Interpretation altfranzösischer Orgelmusik). Seither führten ihn Orgelkurse zu Christoph Bossert, Ludger Lohmann, Michael Radulescu, Daniel Roth, Roman Summereder und Wolfgang Zerer.
Ab 1973 leitete Becker-Foss die Hastedter Kantorei in Bremen, 1979 wechselte er als Kirchenmusiker an die Marktkirche St. Nicolai Hameln und wurde zugleich Kreiskantor für den Kirchenkreis Hameln-Pyrmont. 1992 übernahm er auch die musikalische Leitung des Göttinger Vokalensembles. Im Jahre 1989 gründete er gemeinsam mit Kantorin Christiane Klein (Bodenwerder) die Musikwochen Weserbergland; Becker-Foss ist seitdem ihr künstlerischer Leiter.
Seit 1980 leitet er eine Orgelklasse an der Hochschule für Musik, Theater und Medien Hannover, dort wurde er 1993 zum Professor ernannt und unterrichtet seit dem Jahre 2004 auch das Fach Orgelkunde. Er gibt Kurse für Orgel, Generalbass und Aufführungspraxis Alter Musik. Des Weiteren übt er die Funktion eines Orgelsachverständigen aus.
Becker-Foss verfolgt eine internationale Konzerttätigkeit als Organist, Cembalist und Dirigent. Im Trio tritt er seit 1993 insbesondere zusammen mit Gotthold Schwarz (Bariton) und Siegfried Pank (Viola da Gamba) auf. Gemeinsam mit dem Kirchenmusiker und Theologen Karl Wurm widmet er sich, in Zusammenarbeit mit dem Label ambiente, einer CD-Reihe mit Aufnahmen an wichtigen Orgeln Niedersachsens. So entstanden spezielle programmatische Konzepte an der Orgel von Andreas Schweimb in Brevörde und an jener von der Orgelbaufirma  Jürgen Ahrend in St. Servatius in Duderstadt.
Für seine Einspielung des Apparatus musico-organisticus von Georg Muffat wurde Hans Christoph Becker-Foss im Jahre 2001 mit dem Preis der deutschen Schallplattenkritik (Bestenliste) ausgezeichnet.

## Diskografie (Auswahl)
- Georg Muffat: Apparatus musico-organisticus. Hans Christoph Becker-Foss (Beckerath/Goll-Orgel der Marktkirche in Hameln) und Karl Wurm (Texte zur Vorstellung als Harmonie universelle). 2 CDs. Ambiente 2000.
- Johann Sebastian Bach: Orgelbüchlein. Hans Christoph Becker-Foss (Beckerath/Goll-Orgel der Marktkirche in Hameln). Ambiente, 2001.[2]
- Gott, Götter und Planeten. Werke von Johann Pachelbel, Dieterich Buxtehude und Johann Sebastian Bach. Hans Christoph Becker-Foss und Karl Wurm (Müller-Orgel in Welsede und Schweimb-Orgel in Brevörde). 2 CDs. Ambiente 2002.
- In Lamentatione Jubilatio Dei – Lob und Klage in barocken Vertonungen. Werke von Johann Rosenmüller, Jan Dismas Zelenka und anderen. Gotthold Schwarz (Bariton), Siegfried Pank (Viola da Gamba) und Hans Christoph Becker-Foss (Orgel und Cembalo). CD. Raumklang, 2005.[3]
- Archetypen – Bilder und Symbole in der Welt der Orgelmusik. Werke von Heinrich Scheidemann (Magnificat V), Dietrich Buxtehude (Choralfantasien), Pierre du Mage, Johann Sebastian Bach (Präludien und Fugen BWV 544, 547 und 548), César Franck (Trois Chorals), Charles-Marie Widor (Symphonie II), Walter Kraft (Triptychon St. Michael) und György Ligeti (Volumina). Hans Christoph Becker-Foss und Karl Wurm (Ahrend-Orgel zu St. Servatius in Duderstadt und Beckerath/Goll-Orgel der Marktkirche in Hameln). 4 CDs. Ambiente 2007.[4]
- Johann Sebastian Bach: Musikalisches Opfer und Kunst der Fuge. In: Zahlen – in Duderstadts Sparkasse und im Spätwerk Bachs. Hans Christoph Becker-Foss und Karl Wurm (Cembalo von Rainer Schütze nach italienischem Vorbild / Cembalo von Martin-Christian Schmidt nach Johann Heinrich Gräbner, Dresden 1739 / Ahrend-Orgel zu St. Servatius in Duderstadt), Dorothee Kunst (Flauto traverso), Annegret Siedel (Barockvioline), Daniela Wartenberger (Barockvioloncello). CD. Ambiente, 2008.[5]
- Nicolaus Bruhns: Sämtliche Orgelwerke. Sowie Werke von Dietrich Buxtehude und Johann Sebastian Bach. Hans Christoph Becker-Foss und Karl Wurm (Berner/Hillebrand-Orgel der Stiftskirche Fischbeck). CD. Ambiente, 2009.[6]